# Фулькран

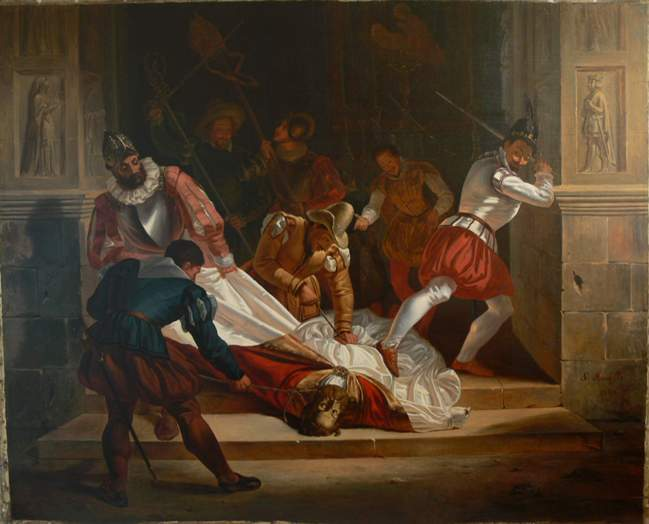
"Уничтожение гугенотами мощей святого Фулькрана, François Matet (1834)

Фулькра́н  (фр. Fulcran, точная дата рождения не известна — 13 февраля 1006) — святой Римско-Католической Церкви, епископ Лодева.

## Биография
Фулькран родился в аристократической семье. С самого раннего возраста он решил посвятить себя Богу и служению Церкви. В 949 году после смерти епископа Лодева Теодорика, Фулькран, несмотря на своё нежелание, был избран на вакантную епископскую кафедру и 4 февраля этого года был рукоположён в сан епископа. В своей пастырской деятельности Фулькран пытался в своём диоцезе поднять моральный уровень священнослужителей, строил церкви и основывал монастыри. Одним из самых известных соборов, построенных Фулькраном, является Лодевский собор, посвящённый святому Генесию из Арля. Кроме этого, Фулькран занимался благотворительной деятельностью среди бедных и нуждающихся, основывая больницы и поддерживая материально уже существующие.
13 февраля 1006 года Фулькран умер и был похоронен в Лодевском соборе. Через некоторое время среди французских католиков распространилось почитание Фулькрана в качестве святого. В 1572 году мощи Фулькрана, находившиеся в Лодевском соборе, были подвергнуты сожжению гугенотами. Несмотря на уничтожение большей части мощей святого, некоторую часть его мощей удалось сохранить от осквернения. В настоящее время его мощи хранятся в Лодевском соборе.
Фулькран является покровителем епархии Лодева.
День памяти в Католической Церкви — 13 февраля.